# Martin Mair (Staatsmann)

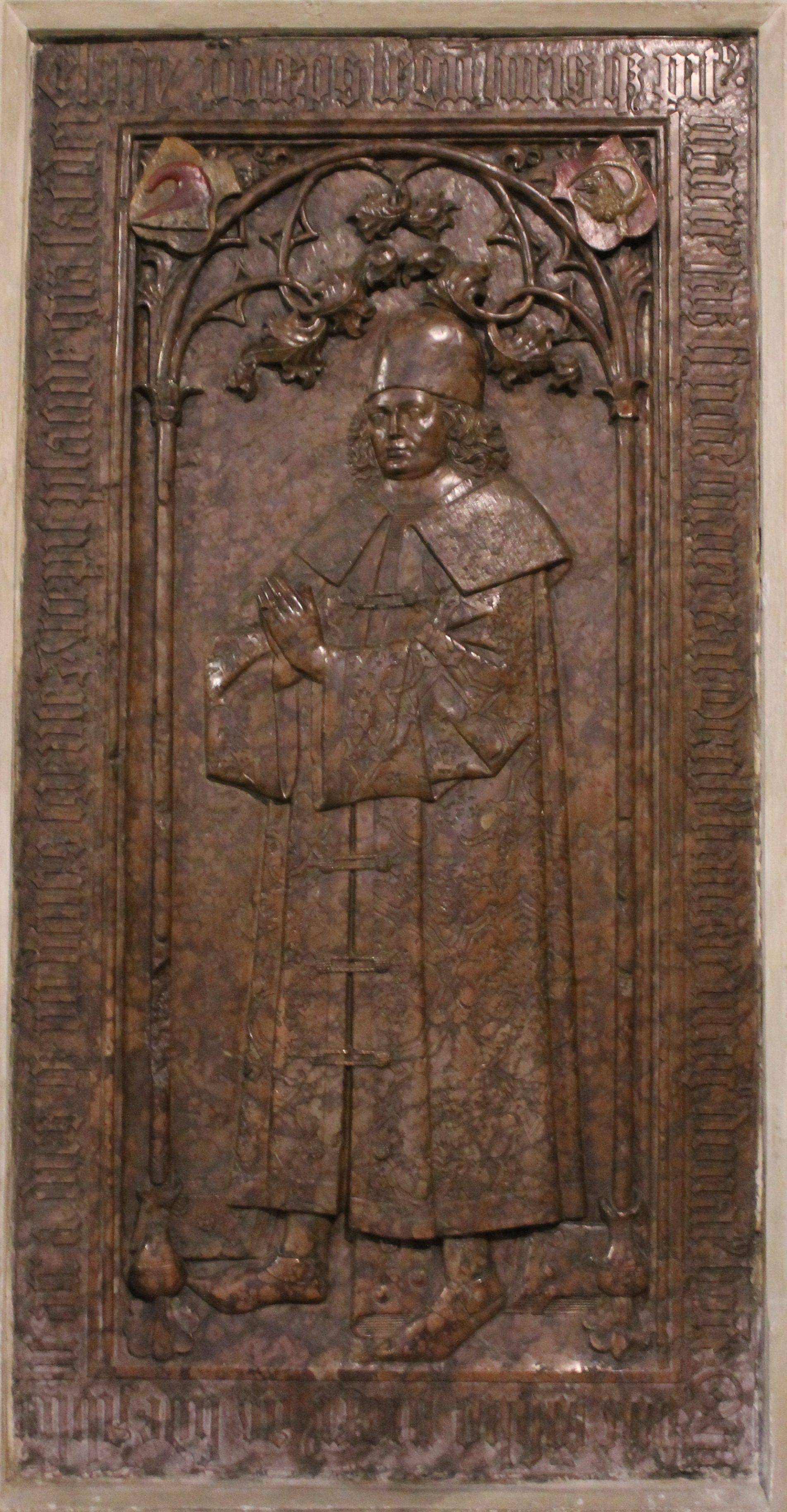
Grabstein (um 1480) des herzoglichen Rates Martin Mair in der St.-Martins-Kirche in Landshut

Martin Mair, auch Meyer (* um 1420 in Wimpfen; † 17. November 1480 in Landshut) war ein bayerischer Humanist und Staatsmann.

## Werdegang
Martin Mair wurde vermutlich um 1420 in der Reichsstadt Wimpfen geboren. Fassbar wird er erst mit Beginn seines Studiums 1438 an der Universität Heidelberg, zunächst der Theologie, dann der Rechtswissenschaft. Das Studium beendete er 1448 mit dem Grad eines Licentiatus decretorum. Wohl bereits aus dieser Studienzeit verband ihn eine Freundschaft mit Enea Silvio Piccolomini, dem späteren Papst Pius II. 1449 trat er als Stadtschreiber und Jurist in die Dienste der Reichsstadt Nürnberg und führte in deren Auftrag verschiedene diplomatische Missionen durch. Sein erster Versuch einer Promotion zur Erlangung des Doktorgrades im Jahr 1452 scheiterte, erst der zweite Anlauf am 6. Januar 1465 in Heidelberg gelang.

## Politisches Wirken

### Pläne einer Reichsreform
Mair stand im Laufe seiner Karriere z. T. gleichzeitig in den Diensten verschiedener Fürsten und Reichsstädte, so z. B. Kaiser Friedrich III. und König Georg Podiebrad von Böhmen. Am 1. August 1455 wurde er zum Kanzler des Erzbischofs von Mainz, Dietrich Schenk von Erbach, ernannt. In dieser Eigenschaft führte er Verhandlungen über eine durchgreifende Reichsreform, die seiner Meinung nach mit dem regierenden Kaiser Friedrich nicht möglich war. Mair versuchte, verschiedene Fürsten als Kandidaten für die Wahl zum Römischen König ins Spiel zu bringen, u. a. Philipp v. Burgund und Pfalzgraf Friedrich, hatte aber keinen Erfolg.

### Bayerischer Rat
Im Juli 1459 nahm Mair das Angebot Herzog Ludwigs IX. (des Reichen) von Bayern-Landshut an, als Rat in seine Dienste zu treten, eine Stellung, die er bereits am 21. Dezember desselben Jahres auf Lebenszeit zuerkannt bekam. Mair zog mit seiner Familie nach Landshut und ließ sich dort ein herrschaftliches Wohnhaus errichten, das heutige „Haus zum Kronprinzen“. Es gelang ihm, ein Bündnis zwischen Ludwig und Georg Podiebrad zu vermitteln, durch welches ersterer dem böhmischen König Unterstützung zur römisch-deutschen Königswahl zusagte. Obwohl Mair weitere deutsche Fürsten für diesen Plan gewinnen konnte, gelang die Umsetzung vor allem aufgrund der Exkommunikation Georg Podiebrads durch Papst Paul II. und der wachsenden Türkengefahr nicht. Bei den Verhandlungen zum Prager Frieden (1463), die den Bayerischen Krieg mit Albrecht Achilles beendeten, war Mair für Herzog Ludwig tätig. In der Folge hatte Mair wesentlichen Anteil an der Annäherung Ludwigs des Reichen und Pfalzgraf Friedrichs an Kaiser Friedrich III.

## Geistiges Schaffen

### Schriftliche Werke
Als sein Jugendfreund Piccolomini 1457 zum Kardinal erhoben wurde, verfasste Mair ein Schreiben, in dem er die angesammelten Beschwerden der Deutschen (Gravamina der deutschen Nation) über die Geldgier der römischen Kurie in Worte fasste. Berühmt wurde das nicht erhaltene Schreiben durch die Antwort Piccolominis, den Traktat „Germania“.
1462 hatte Georg von Podiebrad als böhmischer König den Tractatus pacis toti christianitati fiendae erstellen lassen, einen Traktat über einen Bund der europäischen Fürsten zur dauerhaften Sicherung des Friedens. Mair war wohl nicht der alleinige Autor, aber doch der Hauptverfasser.
Ferner ist von Mair ein Traktat überliefert, das er 1464 verfasst hatte, um seine Vorschläge zur Reichsreform darzulegen.

### Universitätsgründung
Herzog Ludwig IX. hatte sich bereits im April 1459 von Papst Pius II. das Stiftungsprivileg für eine bayerische Landesuniversität verleihen lassen. In enger Zusammenarbeit mit dem gelehrten Mair gründete er schließlich am 26. Juni 1472 die Universität Ingolstadt. Mair hielt die Eröffnungsrede in lateinischer Sprache.

## Ehe und Nachkommen
Mair heiratete 1452 Katharina († 1480), die Tochter des Michael Imhof aus Donauwörth. Der Ehe entsprangen zwei Töchter und drei Söhne.
- Martin Mair[8]
- Theoderich Mair († 1507), Propst zu St. Castulus in Moosburg (1486–1507)[9]
- Johannes Mair († 18. August 1508), Stiftspropst von Altötting (1488–1508)
- Margareth Mair (1477 genannt,[10] verheiratet mit Erasmus v. Preysing, † 1525)
- Amalie Mair (verheiratet mit Wolfgang Mauerkircher, Neffe des Friedrich Mauerkircher, Bf. von Passau)[11]

## Trivia
- Bei der Landshuter Fürstenhochzeit wird die Figur des Martin Mair dargestellt, jedoch fälschlicherweise als Kanzler des Herzogs bezeichnet.